# Eidbön
Eid Al-Fitr-bönen, eller Eid Al-Adha-bönen, är den gemensamma bönen i moskén vid morgontid på Eid-dagen. Bönen räknas inte som plikt av alla muslimer.
Eidbönen skiljer sig i upplägg till viss del från de dagliga bönerna, men den stora skillnaden utgörs av den predikan, khutba, som hålls av imamen, det vill säga böneledaren, eller någon annan framstående person, efter den gemensamma böneritualen. Innehållet i predikan kan handla om både troslära samt samhällsrelaterade ämnen som är aktuella för Eid-högtiden.
Eidbön hålls i många moskéer i två olika skift, med anledning av den höga närvaron av bedjande.